# Radlin (województwo świętokrzyskie)
Radlin – wieś w Polsce położona w województwie świętokrzyskim, w powiecie kieleckim, w gminie Górno.
W latach 1975–1998 miejscowość położona była w województwie kieleckim.

## Położenie
Wieś znajduje się około 5 km na wschód od Kielc, u podnóża Pasma Daleszyckiego Gór Świętokrzyskich. Najwyższym szczytem znajdującym się na terenie miejscowości jest Zdobiec (319 m n.p.m.). Przez wieś przebiega droga krajowa nr 74 z Sulejowa do Zamościa. Swój początek ma tu też droga wojewódzka nr 745 do Dąbrowy. Dojazd z Kielc zapewniają autobusy komunikacji miejskiej linii 14, 43, 41 i 47.
W latach 30. XX w. przez wieś przebiegała trasa kolejki z Kielc do Złotej Wody k. Łagowa.

## Części wsi
| SIMC    | Nazwa      | Rodzaj     |
| ------- | ---------- | ---------- |
| 0239238 | Kolonia    | część wsi  |
| 0239244 | Kulbanichy | część wsi  |
| 0239250 | Ogrodzenie | przysiółek |
| 0239267 | Zaborcze   | część wsi  |

## Historia
Wieś znana już w początkach XV w. pod nazwą Radolin jako własność biskupów krakowskich. Był wsią biskupstwa krakowskiego w województwie sandomierskim w ostatniej ćwierci XVI wieku.